# توماس جوردن جارفيس
توماس جوردن جارفيس (بالإنجليزية: Thomas Jordan Jarvis)‏ هو محامي ودبلوماسي وسياسي أمريكي، ولد في 18 يناير 1836، وتوفي في 17 يونيو 1915 في غرينفيل في الولايات المتحدة. حزبياً، نشط في الحزب الديمقراطي.

## مناصب
- انتخب سفير.
- انتخب Speaker of the North Carolina House of Representatives [الإنجليزية]‏ (21 نوفمبر 1870 – 18 نوفمبر 1872).
- انتخب نائب حاكم شمال كارولينا [الإنجليزية]‏ (1877 – 5 فبراير 1879).
- انتخب سفير الولايات المتحدة  لدى البرازيل ‏.
- انتخب عضو مجلس نواب كارولينا الشمالية (16 نوفمبر 1868 – 18 نوفمبر 1872).
- انتخب حاكم كارولينا الشمالية [الإنجليزية]‏ (5 فبراير 1879 – 21 يناير 1885).
- انتخب عضو مجلس الشيوخ الأمريكي (19 أبريل 1894 – 23 يناير 1895).